# Liujiage (köpinghuvudort i Kina, Hubei Sheng, lat 30,76, long 113,81)
Liujiage (kinesiska: 刘家隔, 刘家隔镇) är en köpinghuvudort i Kina. Den ligger i provinsen Hubei, i den centrala delen av landet, omkring 49 kilometer nordväst om provinshuvudstaden Wuhan. Antalet invånare är 40 442. Befolkningen består av 19 469 kvinnor och 20 973 män. Barn under 15 år utgör 13,0 %, vuxna 15-64 år 77 %, och äldre över 65 år 9,0 %.
Runt Liujiage är det tätbefolkat, med 683 invånare per kvadratkilometer. Närmaste större samhälle är Xiannüshan, 13,0 km söder om Liujiage. Trakten runt Liujiage består till största delen av jordbruksmark.
Genomsnittlig årsnederbörd är 1 441 millimeter. Den regnigaste månaden är juli, med i genomsnitt 203 mm nederbörd, och den torraste är december, med 19 mm nederbörd.